# Finalborgo
Finalborgo is een plaats (frazione) in de Italiaanse gemeente Finale Ligure. De antieke kern Finalborgo was ooit de hoofdstad van het markizaat van Finale, een staat die bestond van 1162 tot 1797.

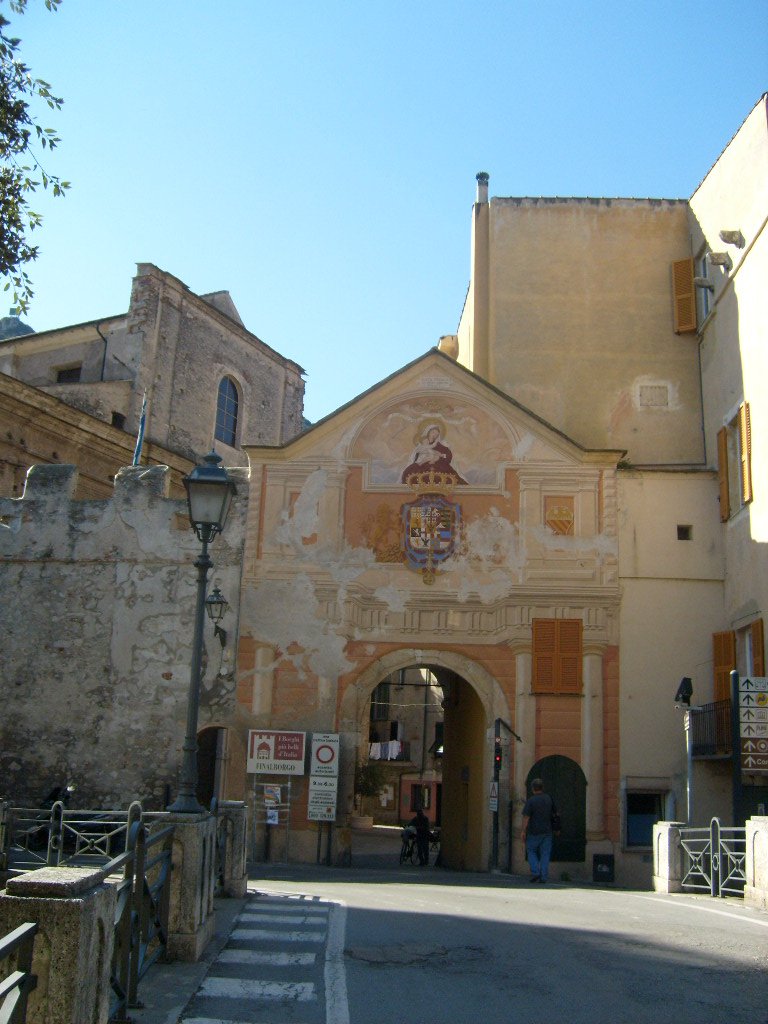
Toegangspoort van Finalborgo.
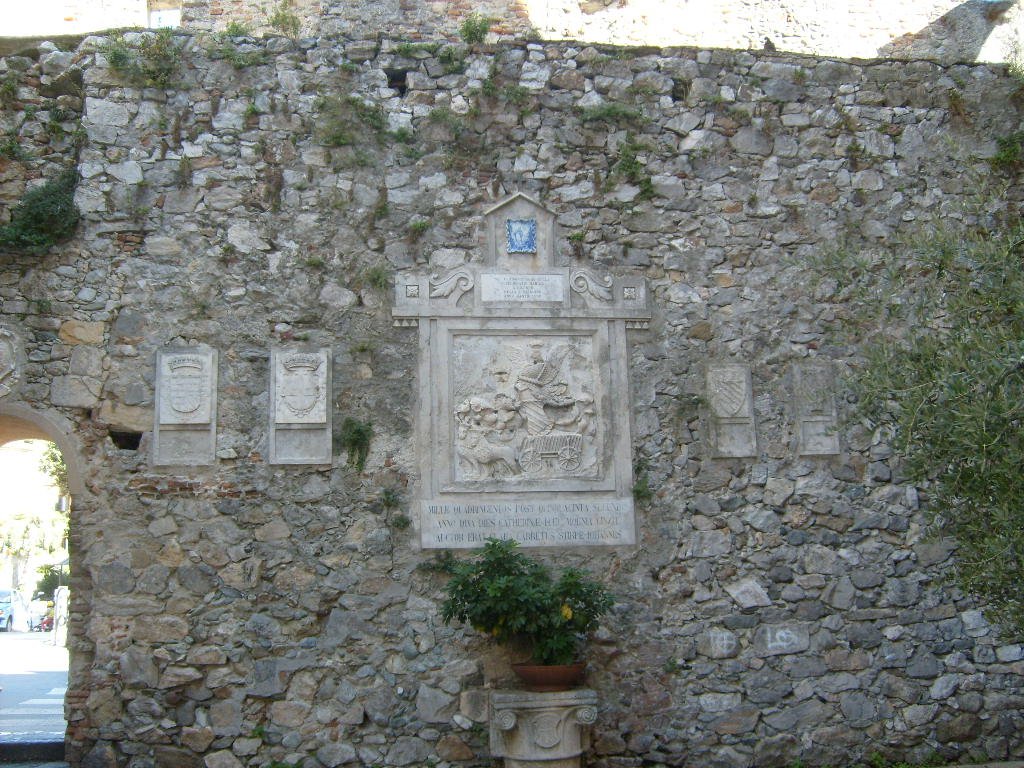
Wapens in toegangspoort van Finalborgo.
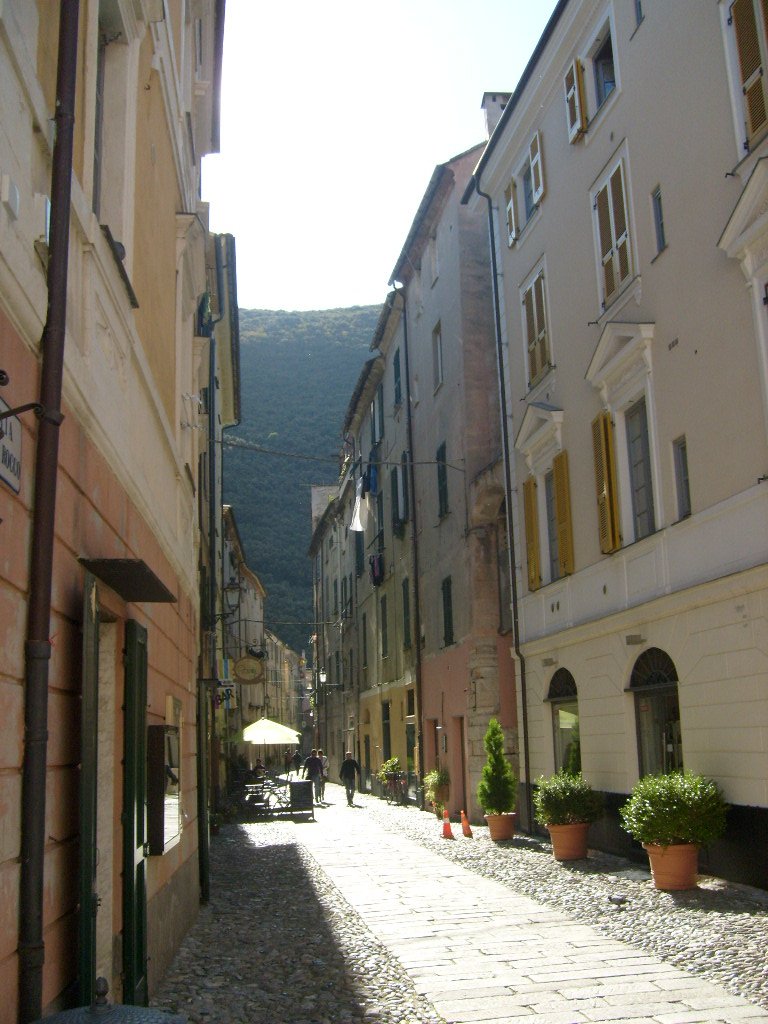
Straatje in Finalborgo.
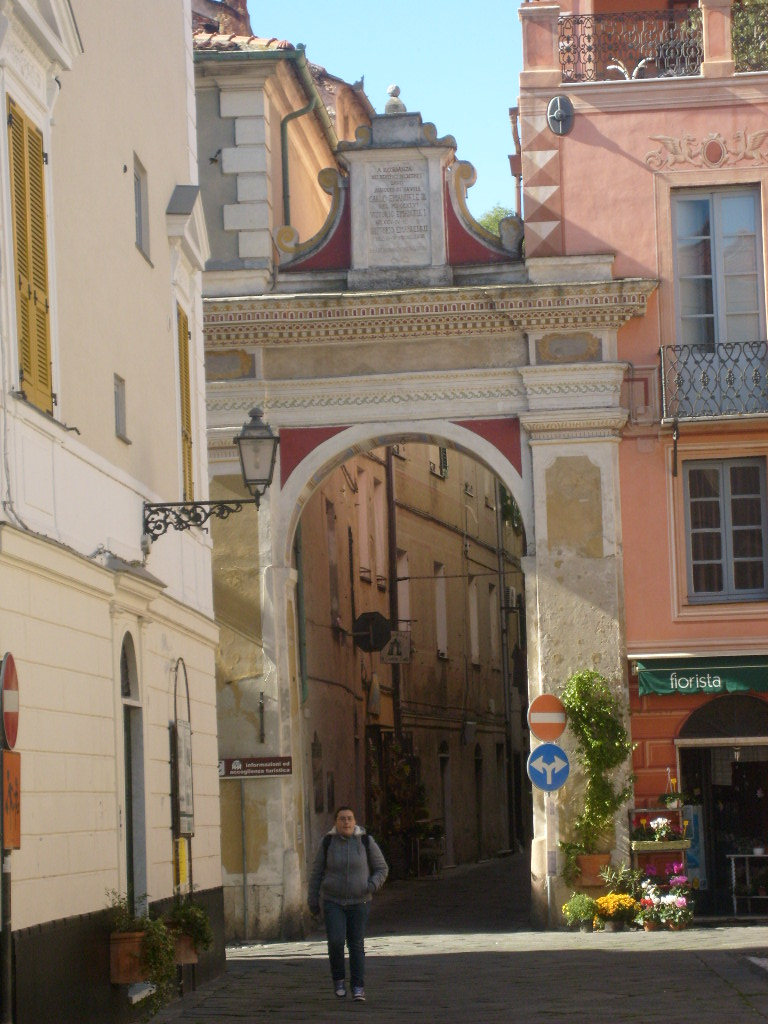
Straatje in Finalborgo.
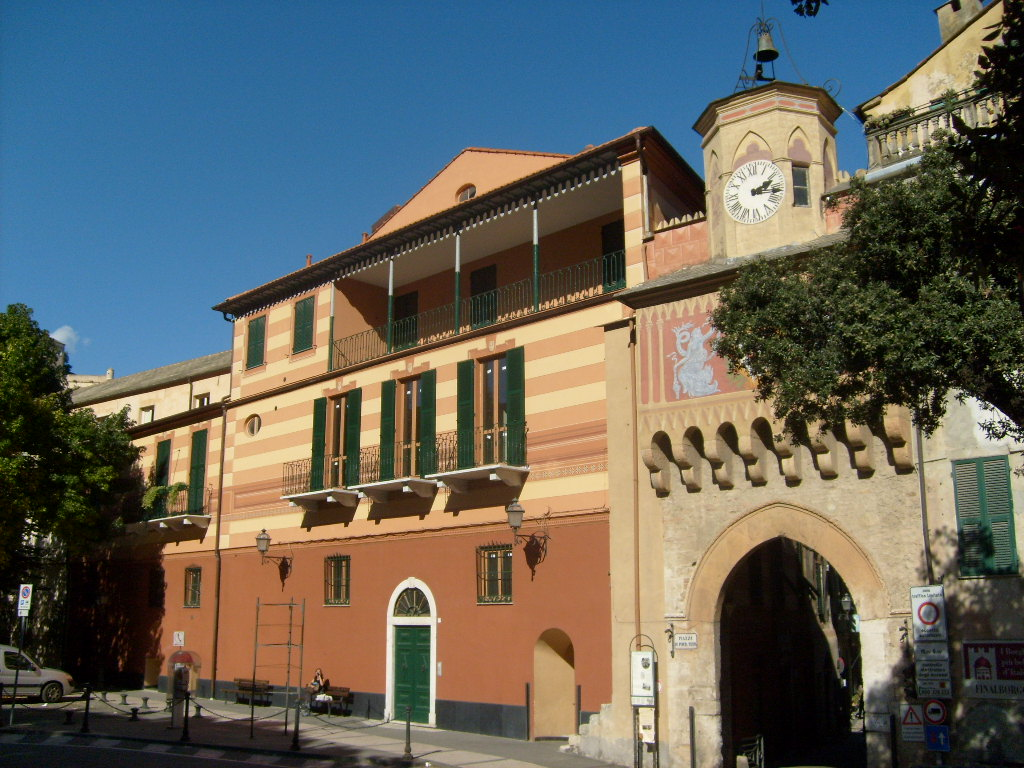
Toegangspoort van Finalborgo.
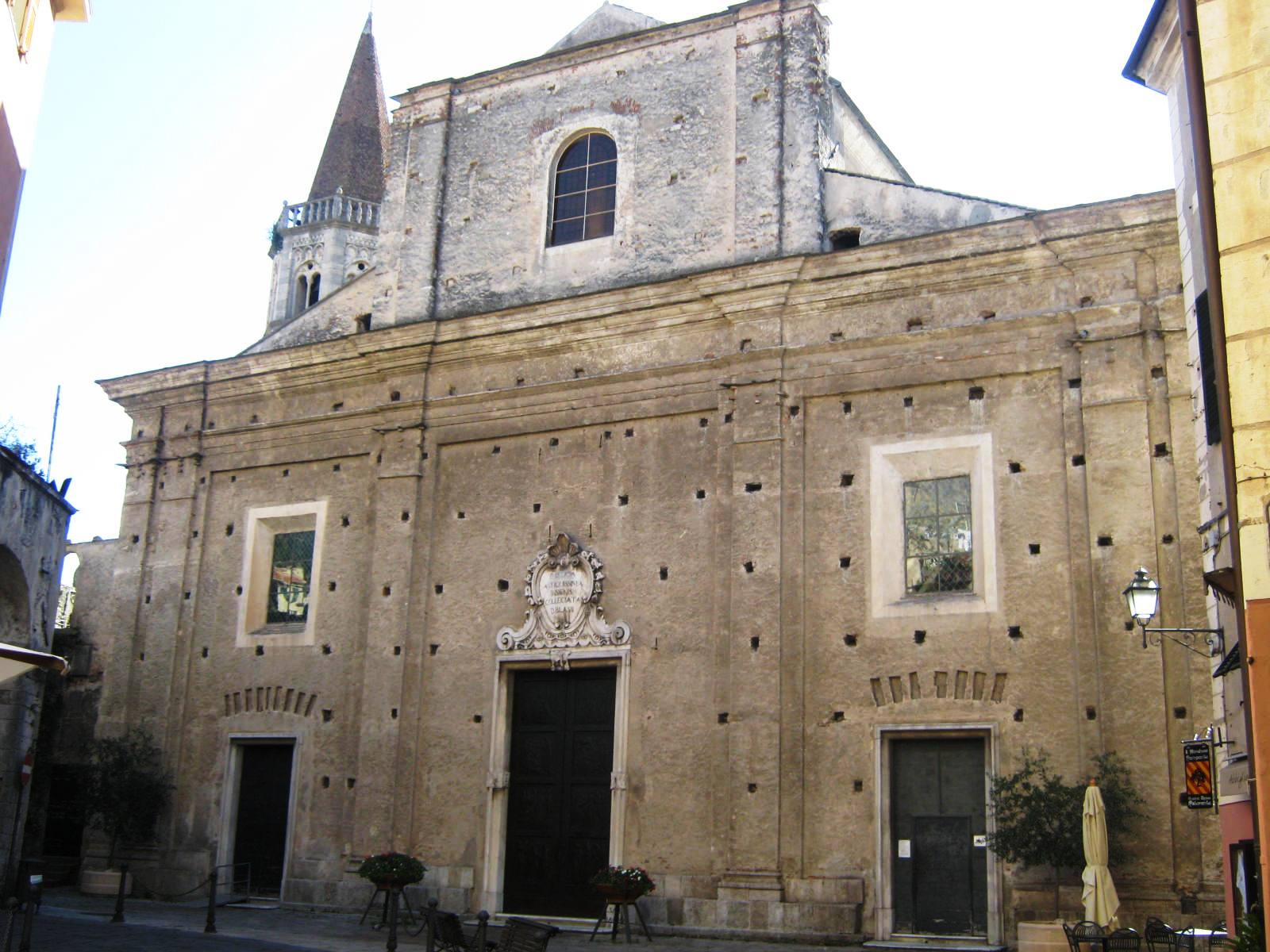
Basilika Antiquissima.
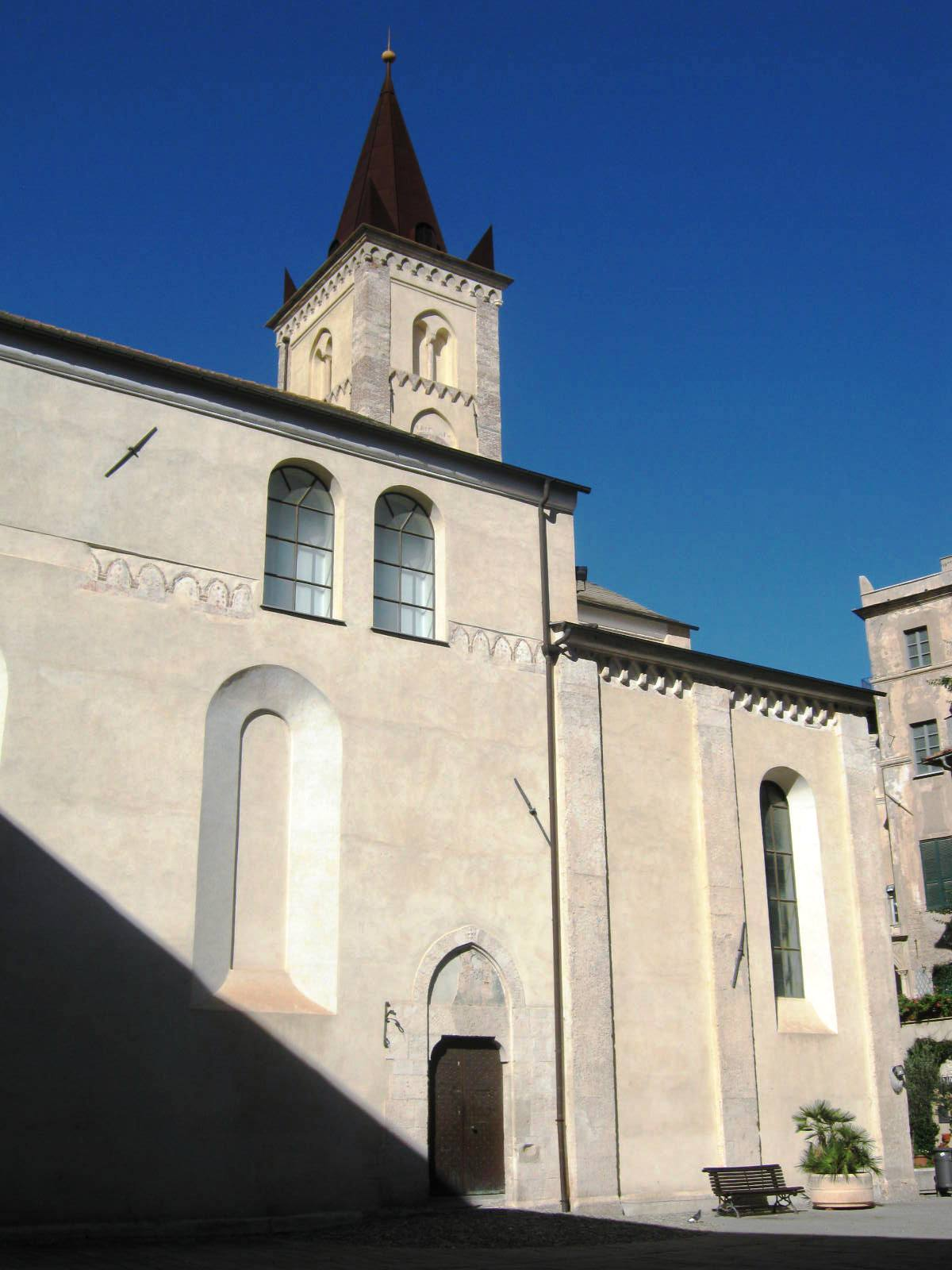
Chiesa Santa Caterina
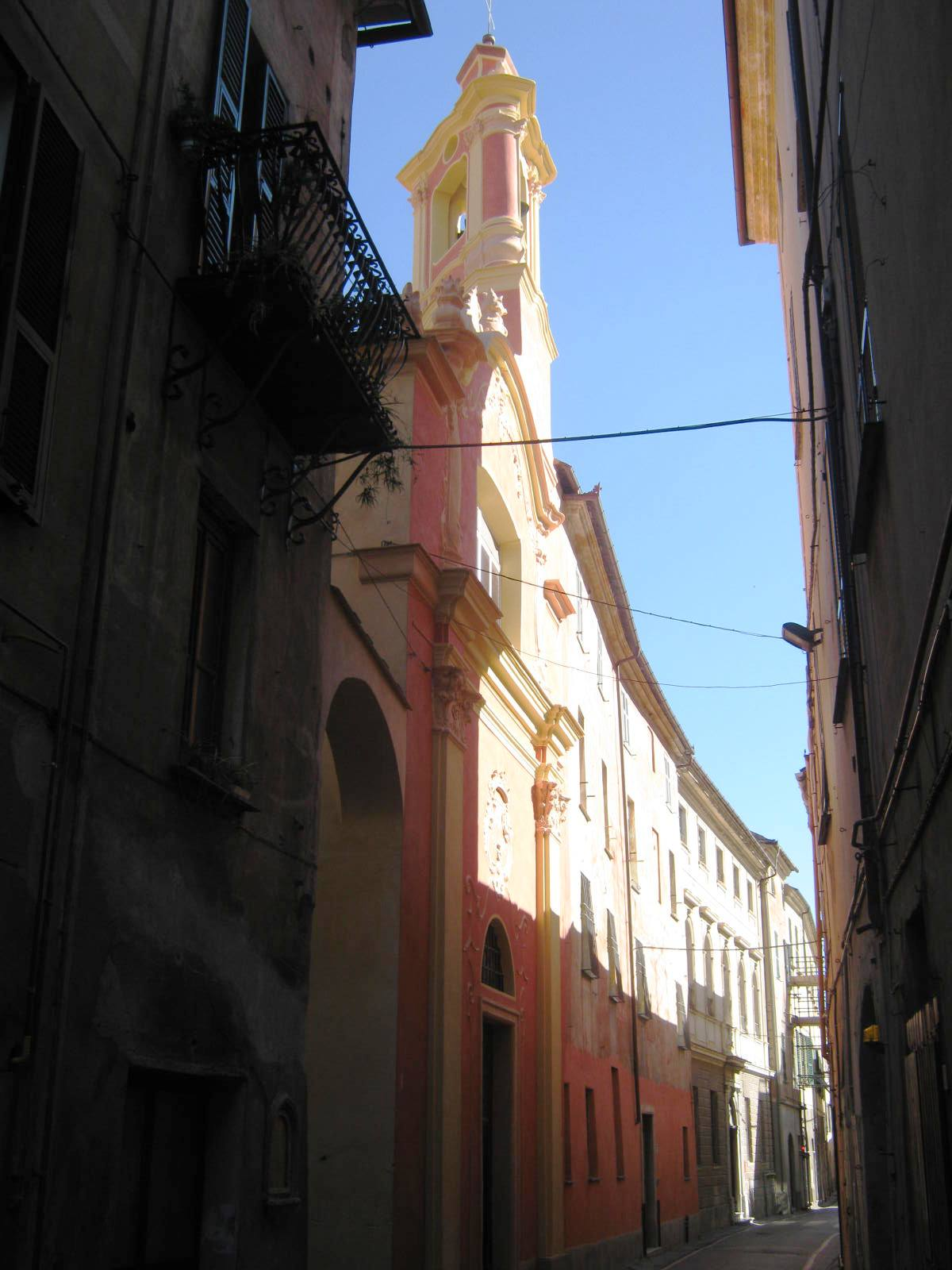
Monestero Domenicane di S.Rosa.
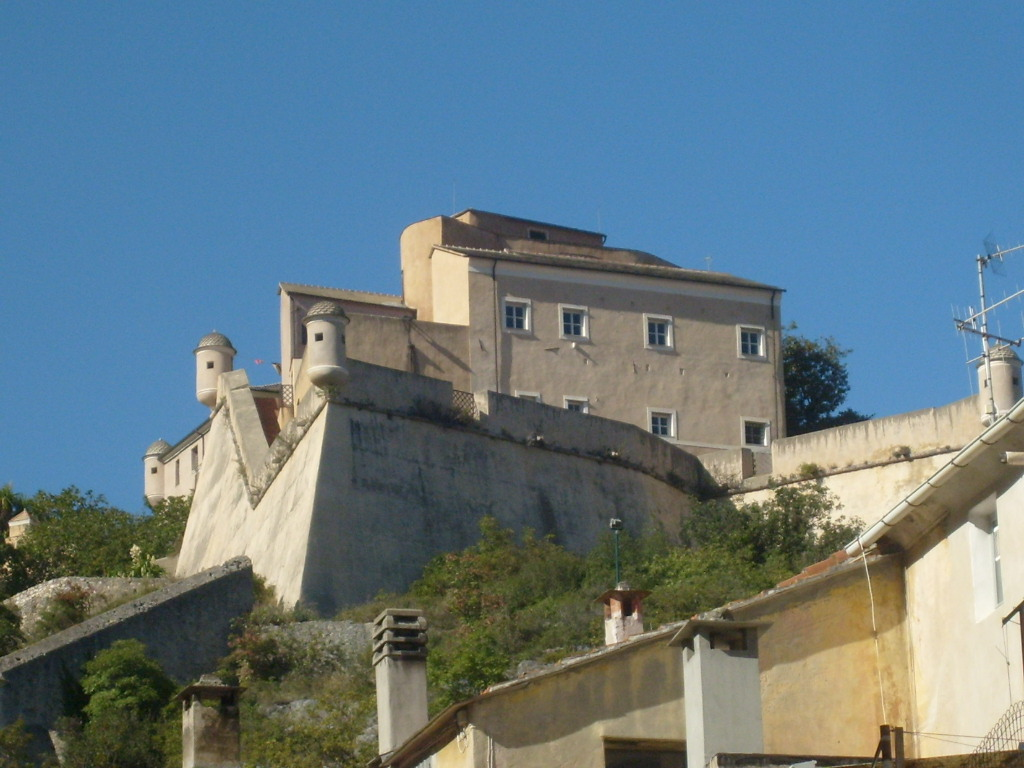
Castello.